# 2006年自由民主党総裁選挙
2006年自由民主党総裁選挙（2006ねんじゆうみんしゅとうそうさいせんきょ）は、2006年9月20日に行われた日本の自由民主党の党首である総裁の選挙である。

## 概要
自由民主党総裁（首相）・小泉純一郎の任期満了に伴う総裁選挙である。小泉は、当選挙の1年以上前から「2006年の任期満了をもって総理総裁を退任する」と公言しており（発言当時は小泉は総裁2期目であり、自民党総裁選は当時3選連続出馬はできなかった）、2005年9月11日に行われた第44回衆議院議員総選挙で自民党を圧勝に導いたあと首班指名され、郵政関連法案が可決されるまでのつなぎ内閣として第2次小泉改造内閣の閣僚を全員再任した第3次小泉内閣が発足した。そして約1ヶ月後の10月31日、自身にとって最後の内閣である、第3次小泉改造内閣を組閣した。その時から、ポスト小泉人事がメディア等で取りざたされるようになる。
2006年3月末、小泉内閣は「多様な機会のある社会推進会議（通称：再チャレンジ推進会議）」を設置。同会議の議長には安倍晋三が就任した。同年5月15日、谷垣禎一は派閥の会合で、「宏池会は何代も首相を生んできた。私も、私のグループもきちんとした責任を果たす覚悟を新たにしている」と述べ、出馬に前向きな姿勢を示した。5月24日、安倍は講演で、「官房長官の職責をしっかりと務めていくことによって、おのずと道が決まってくる」と出馬への意欲を示した。
同年6月2日、議員連盟「再チャレンジ支援議員連盟」が発足。同連盟は前述の再チャレンジ推進会議から名がとられ、実質的に安倍を支援するための団体として組織された。6月14日、山崎拓は都内での講演で、総裁選への去就が注目された福田康夫について、「『おれがやる』と手を挙げてしかるべきだ」と述べ、福田に出馬表明の決断を促した。7月4日、麻生太郎は講演で、「国会議員20人の推薦が集まったら出させていただく」と述べた。
こうして有力候補として麻生、谷垣、福田、安倍の4名の名前が挙がり、「麻垣康三」という4名の苗字名前から1字ずつ取った言葉が森喜朗に名づけられ、以降頻繁に用いられた。
当初から当時内閣官房長官を務めていた安倍が有力とみられており、対抗に福田が位置づけられた。安倍と福田は同じ森派出身であり、その森派はかつて安倍・福田の父親が領袖である派閥であったことも注目され、安倍と福田が立候補をすれば安福戦争となり、第一派閥である森派分裂も予想された。しかし、7月21日に福田が不出馬を宣言。福田支持の陣営からは失望の声が上がり、雪崩的に安倍支持となった。
同年8月21日、麻生は正式に出馬表明。
同年9月1日、安倍は正式に出馬表明。安倍陣営は「美しい国、日本。安倍晋三」という垂れ幕を街宣時に掲げた。垂れ幕の下部には「再チャレンジ支援議員連盟キャラバン隊」と記されていた。
同年9月7日、河野太郎が20人の推薦人を確保できなかったとして、出馬断念記者会見を行った。
同年9月8日、総裁選告示。9月20日、総裁選実施。安倍の圧勝に終わった。

## 選挙の開票結果
|          | 得票数 | 議員票 | 党員算定票 |
| -------- | ------ | ------ | ---------- |
| 安倍晋三 | 464票  | 267票  | 197票      |
| 麻生太郎 | 136票  | 69票   | 67票       |
| 谷垣禎一 | 102票  | 66票   | 36票       |

## 立候補者
| 候補者名 | 候補者名 | 年齢 | 派閥   | 現職                                    | 立候補歴        |
| -------- | -------- | ---- | ------ | --------------------------------------- | --------------- |
|          | 安倍晋三 | 51   | 森派   | 衆議院議員（5期・山口4区） 内閣官房長官 | 初              |
|          | 谷垣禎一 | 61   | 谷垣派 | 衆議院議員（9期・京都5区） 財務大臣     | 初              |
|          | 麻生太郎 | 66   | 河野G  | 衆議院議員 外務大臣                     | 2回目（2001年） |

### 推薦人一覧
| 候補者     | 安倍晋三                 | 谷垣禎一                   | 麻生太郎                 |
| ---------- | ------------------------ | -------------------------- | ------------------------ |
| 推薦人代表 | 柳澤伯夫（丹羽・古賀派） | 田野瀬良太郎（山崎派）     | 鴻池祥肇（無派閥）       |
| 選挙責任者 | 甘利明（山崎派）         | 野田毅（山崎派）           | 鳩山邦夫（津島派）       |
| 推薦人     | 赤城徳彦（高村派）       | 逢沢一郎（谷垣派）         | 浅野勝人（河野G）        |
| 推薦人     | 有村治子（高村派）       | 阿部正俊（谷垣派）         | 稲田朋美（森派）         |
| 推薦人     | 石原伸晃（山崎派）       | 井沢京子（無派閥）         | 岩屋毅（河野G）          |
| 推薦人     | 泉信也（二階派）         | 稲葉大和（山崎派）         | 江渡聡徳（高村派）       |
| 推薦人     | 江崎鐵磨（二階派）       | 小里泰弘（谷垣派）         | 遠藤宣彦（無派閥）       |
| 推薦人     | 小野清子（伊吹派）       | 加治屋義人（谷垣派）       | 太田豊秋（無派閥）       |
| 推薦人     | 大野功統（山崎派）       | 加藤紘一（谷垣派）         | 鍵田忠兵衛（無派閥）     |
| 推薦人     | 笹川堯（津島派）         | 加納時男（谷垣派）         | 椎名一保（伊吹派）       |
| 推薦人     | 新藤義孝（津島派）       | 岸宏一（谷垣派）           | 鈴木俊一（丹羽・古賀派） |
| 推薦人     | 谷川秀善（森派）         | 後藤田正純（津島派）       | 鈴木恒夫（河野G）        |
| 推薦人     | 長島忠美（伊吹派）       | 佐藤勉（谷垣派）           | 戸井田徹（津島派）       |
| 推薦人     | 西川公也（伊吹派）       | 清水鴻一郎（丹羽・古賀派） | 西川京子（伊吹派）       |
| 推薦人     | 南野知惠子（森派）       | 土井真樹（谷垣派）         | 原田義昭（山崎派）       |
| 推薦人     | 松岡利勝（伊吹派）       | 中谷元（谷垣派）           | 馬渡龍治（津島派）       |
| 推薦人     | 溝手顕正（丹羽・古賀派） | 原田令嗣（谷垣派）         | 松本純（河野G）          |
| 推薦人     | 森喜朗（森派）           | 三ツ矢憲生（谷垣派）       | 松山政司（丹羽・古賀派） |
| 推薦人     | 山口泰明（津島派）       | 村上誠一郎（高村派）       | 三原朝彦（津島派）       |
| 推薦人     | 山本有二（高村派）       | 山本公一（谷垣派）         | 森英介（河野G）          |

## 日程
| 日付           | 事項                                                                                    |
| 7月11日        | 総裁選挙施行期日等の決定･公表                                                           |
| 7月12日        | 選挙人を選挙人名簿に登載                                                                |
| 8月23日 - 25日 | 選挙人名簿の閲覧期間                                                                    |
| 8月28日        | 選挙人名簿の確定日                                                                      |
| 9月8日         | 告示 候補者届出 候補者記者会見                                                          |
| 9月9日         | 候補者所見発表演説会 候補者街頭演説会（東京都:千代田区外神田秋葉原駅前）                |
| 9月11日        | 日本記者クラブ主催 公開討論会                                                           |
| 9月13日        | 候補者街頭演説会（北海道:札幌市大通西4丁目） 候補者街頭演説会 （大阪:阪急茨木市駅西口） |
| 9月14日        | 青年局主催公開討論会 候補者街頭演説会                                                   |
| 9月15日        | 新しい日本をつくる国民会議                                                              |
| 9月19日        | 党員投票締切り                                                                          |
| 9月20日        | 議員投票の投・開票/党員投票の開票 党大会に代わる両院議員総会                            |
| 9月30日        | 総裁の任期満了日                                                                        |

## その他
- 総裁公選の立候補者が全員、現職閣僚という事例は1982年の自民党総裁選以来。
- この総裁選では安倍晋三の優勢が伝わると、安倍支持が多くなり、今後のポストを見据えた安倍支持拡大を目標とする議員が続出した。論功行賞を目的とした議員の行動は、当時のNHK大河ドラマ「功名が辻」になぞらえられた。
- 2006年9月20日に自民党総裁に選出された安倍は同月24日に18度目の優勝を果たした横綱の朝青龍に首相・小泉の代理である内閣官房長官として内閣総理大臣杯を授与した。同月26日での首班指名選挙で首相指名が確実な情勢を前に内閣総理大臣杯を持った時、事実上の次期首相の安倍に対して「総理!」という声があがった。
- 国会議員の投票に無効票が1票あった。投票用紙には「安倍晋太郎」と安倍晋三の亡父の名前が書かれていた。
- この選挙の結果、安倍が第21代自由民主党総裁となった。その後に行われた2008年自由民主党総裁選挙では麻生太郎が第23代自民党総裁、2009年自由民主党総裁選挙では谷垣禎一が第24代自民党総裁となり、この選挙で立候補した全ての候補者が「自由民主党総裁」の座を掴んだ。
- 総裁選出時の安倍の当選回数5回は、祖父・岸信介の3回に次いで2番目に少ない。また、51歳での総裁選出は自民党史上最年少である。